# Мелхинский диалект
Мелхинский диалект (мелхинский говор) — говор в составе галанчожского диалекта чеченского языка. Носители первоначально проживали в Малхисте, в селениях Джарего, Кертие, Меши, Бенесты и др..

## Общие сведения
Употребляются названия как мелхинский, так и мелхистинский, как диалект, так и говор.
Диалект был выделен под названием «мелхинский говор» чеченским лингвистом И. А. Арсахановым в работе 1969 года. Он писал, что это небольшой смешанный говор, охватывавший бывшие сёла Джарие, Кертие, Меша, Бенаст и другие.
Мелхинский говор входит в состав галанчожского диалекта. Галанчожский диалект традиционно включается в состав чеченского языка, при этом он занимает промежуточное положение между чеченским и ингушским языками.

## Фонетические особенности

### Звуковые процессы
Ассимиляция в мелхинском говоре наблюдается в суффиксах прошедшего совершённого времени при встрече сонорной гласной н с корневыми согласными д, т, л: ас делла (← делна ← далине) — «я дал»; ас аьлла (← аьлна ← алине) — «я сказал»; ас мелла (← мелна ← малине) — «я пил». Такая же ассимиляция и в аффиксе дательного падежа от слова дела: им. п. — дела, дат. п. — далла (← дална) — «богу».
В мелхинском говоре, как и во всех остальных говорах галанчожского диалекта, отсутствует форма только что прошедшего времени, что наблюдается и в ингушском языке. В мелхинском говоре отсутствуют стечения с и т в начале слова:
|           | Чеченский литературный язык | Мелхинский говор | Ингушский язык |
| --------- | --------------------------- | ---------------- | -------------- |
| «человек» | стаг                        | саг              | саг            |
| «желчь»   | стим                        | сим              | сим            |
| «небо»    | стигал                      | сигал            | сигале         |

В ходе исследования, проведённого в 2013 году в Чеченской Республике, а также среди чеченцев, проживавших в Москве и Санкт-Петербурге, мелхистинцы отвечали, что лучше понимают ингушский язык, чем горные диалекты чеченского языка, при этом родным считают чеченский язык или его диалекты.